# زمین‌لرزه ۱۹۸۵ مکزیکو سیتی
زمین‌لرزه مکزیکو سیتی  در تاریخ ۱۹ سپتامبر ۱۹۸۵ میلادی، برابر با ‎۲۸ شهریور ۱۳۶۴، ساعت ۱۳:۱۷:۴۷ به زمان یوتی‌سی در مکزیک، منطقه مکزیکوسیتی رخ داد. ژرفای این زلزله ۲۰٫۲ کیلومتر بود، و بزرگی آن ۸ در مقیاس Mw اعلام شده‌است. زمین‌لرزه به وقت محلی در روز پنج‌شنبه، ساعت ۷ روی داده و منطقه زمانی آن یوتی‌سی -۶ بوده‌است (با لحاظ تغییر ساعت تابستانی).
سازمان زمین‌شناسی آمریکا نیز رومرکز این زمین‌لرزه را در مختصات ۱۸°۱۱′۲۴″شمالی ۱۰۲°۳۱′۵۹″غربی / ۱۸٫۱۹°شمالی ۱۰۲٫۵۳۳°غربی و ژرفای آن را در ۲۷ کیلومتر گزارش کرده‌است. بزرگی برگزیدهٔ این سازمان از میان بزرگی‌های محاسبه‌شدهٔ مختلف ۸ در مقیاس Mw بوده و از دید اثر، در میان چهار دسته‌بندی «نامحسوس»، «محسوس»، «زیان‌آور» یا «با تلفات»، زلزله را «با تلفات» اعلام کرده‌است.۴۱۲ ساختمان بعلاوه ۶۰ درصد ساختمان‌ها در Ciudad Guzman، خالیسکو خراب شده‌است.رانش زمین در آن به وجود آمده‌است.سونامی نیز در این زلزله گزارش شده‌است.
پروژهٔ «تنسور گشتاور مرکزوار» زاویه‌های (راستا، شیب، ریک) گسل سازندهٔ زمین‌لرزه و صفحه عمود بر آن را (°۳۰۱، °۱۸، °۱۰۵) یا (°۱۰۶، °۷۳، °۸۵) و نوع گسل را «معکوس» فرارسانده‌است.
شمار کشتگان زلزله حدود ۹۵۰۰ نفر بوده‌است.تعداد زخمیان ۳۰۰۰۰ نفر برآورده شده‌است.بی‌خانمان شدگان نیز ۱۰۰۰۰۰ نفر اعلام شده‌است.